# یانا بورمایستر

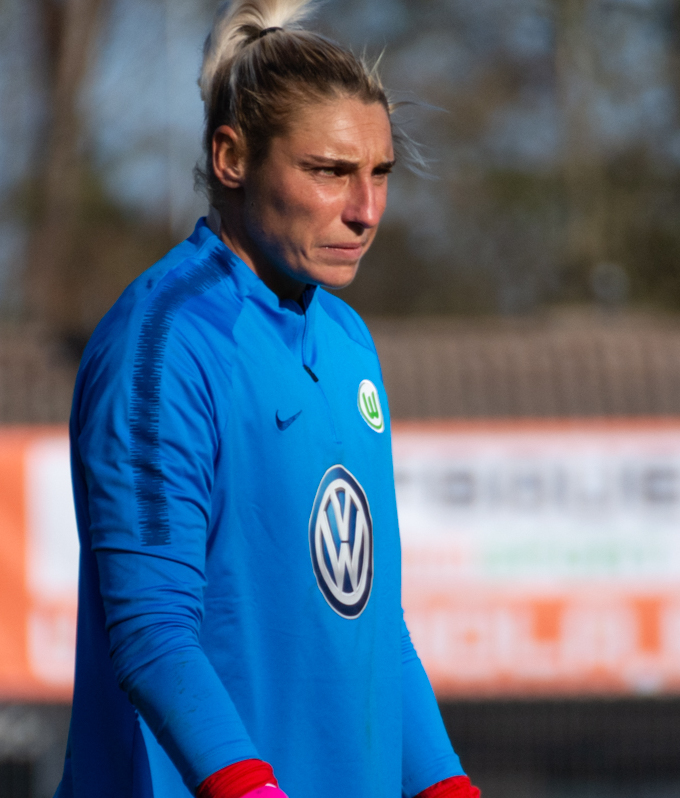
یانا بورمایستر - ۲۰۱۸

یانا بورمایستر (متولد ۶ مارس سال ۱۹۸۹ در زونبرگ), دروازه بان فوتبال اهل آلمان است. فوتبال حرفه‌ای اش را از اف اف یو اس وی ینا شروع کرد و از سال ۲۰۰۵ تا ۲۰۱۱، ۵۳ بار در بوندسلیگای ۲ و ۶۰ بار در بوندسلیگا به میدان رفت. در سال ۲۰۱۱ به باشگاه ولفسبورگ منتقل شد.